# Manic Street Preachers diskografi
Manic Street Preachers är en walesisk rockgrupp bildad i Blackwood 1986. Bandet har gett ut 12 studioalbum, tre samlingsalbum och fem EP-skivor.

## Album

### Studioalbum
| År                                                                                        | Albuminformation                                                                    | Högsta listplaceringar | Högsta listplaceringar | Högsta listplaceringar | Högsta listplaceringar | Högsta listplaceringar | Högsta listplaceringar | Högsta listplaceringar | Högsta listplaceringar | Högsta listplaceringar | Högsta listplaceringar | Högsta listplaceringar | Högsta listplaceringar | Högsta listplaceringar | Högsta listplaceringar | Certifikat                                                                         |
| År                                                                                        | Albuminformation                                                                    | UK                     | AUS                    | AUT                    | BEL                    | DEN                    | FIN                    | GER                    | IRL                    | JPN                    | NLD                    | NOR                    | NZL                    | SWE                    | SWI                    | Certifikat                                                                         |
| ----------------------------------------------------------------------------------------- | ----------------------------------------------------------------------------------- | ---------------------- | ---------------------- | ---------------------- | ---------------------- | ---------------------- | ---------------------- | ---------------------- | ---------------------- | ---------------------- | ---------------------- | ---------------------- | ---------------------- | ---------------------- | ---------------------- | ---------------------------------------------------------------------------------- |
| 1992                                                                                      | Generation Terrorists - Släppt: 10 februari 1992 - Skivbolag: Columbia              | 13                     | —                      | —                      | —                      | —                      | —                      | —                      | —                      | 60                     | —                      | —                      | —                      | —                      | —                      | - UK: Guld                                                                         |
| 1993                                                                                      | Gold Against the Soul - Släppt: 21 juni 1993 - Skivbolag: Columbia                  | 8                      | —                      | —                      | —                      | —                      | —                      | 95                     | —                      | 32                     | —                      | —                      | —                      | —                      | —                      | - UK: Guld                                                                         |
| 1994                                                                                      | The Holy Bible - Släppt: 29 augusti 1994 - Skivbolag: Epic                          | 6                      | —                      | —                      | —                      | —                      | —                      | —                      | —                      | 50                     | —                      | —                      | —                      | —                      | —                      | - UK: Guld                                                                         |
| 1996                                                                                      | Everything Must Go - Släppt: 20 maj 1996 - Skivbolag: Epic                          | 2                      | 55                     | —                      | —                      | —                      | 29                     | —                      | 12                     | 48                     | 63                     | —                      | 29                     | 21                     | —                      | - UK: 3x Platina                                                                   |
| 1998                                                                                      | This Is My Truth Tell Me Yours - Släppt: 14 september 1998 - Skivbolag: Epic/Virgin | 1                      | 13                     | 20                     | 32                     | 16                     | 1                      | 27                     | 1                      | 27                     | 24                     | 5                      | 11                     | 1                      | 47                     | - UK: 3x Platina - IRE: 2x Platina - NED: Guld - NOR: Guld - SWE: Guld - FIN: Guld |
| 2001                                                                                      | Know Your Enemy - Släppt: 19 mars 2001 - Skivbolag: Epic                            | 2                      | 20                     | 42                     | 19                     | 6                      | 3                      | 13                     | 5                      | 26                     | 39                     | 8                      | 21                     | 7                      | 40                     | - UK: Guld                                                                         |
| 2004                                                                                      | Lifeblood - Släppt: 1 november 2004 - Skivbolag: Epic                               | 13                     | —                      | —                      | 72                     | —                      | 15                     | 56                     | 15                     | 47                     | 65                     | —                      | —                      | —                      | 81                     | - UK: Silver                                                                       |
| 2007                                                                                      | Send Away the Tigers - Släppt: 7 maj 2007 - Skivbolag: Columbia                     | 2                      | —                      | 65                     | 57                     | —                      | 10                     | 50                     | 4                      | 39                     | 35                     | 38                     | 33                     | 21                     | 43                     | - UK: Guld - IRE: Guld                                                             |
| 2009                                                                                      | Journal for Plague Lovers - Släppt: 18 maj 2009 - Skivbolag: Columbia               | 3                      | —                      | —                      | 69                     | —                      | 23                     | 49                     | 6                      | 24                     | 88                     | 16                     | 35                     | 37                     | 30                     | - UK: Silver                                                                       |
| 2010                                                                                      | Postcards from a Young Man - Släppt: 20 september 2010 - Skivbolag: Columbia        | 3                      | —                      | —                      | 55                     | —                      | 20                     | 65                     | 13                     | 36                     | 62                     | —                      | —                      | 45                     | 87                     | - UK: Guld - IRE: Guld                                                             |
| 2013                                                                                      | Rewind the Film - Släppt: 16 september 2013 - Skivbolag: Columbia                   | 4                      | —                      | 62                     | 74                     | —                      | 27                     | 31                     | 5                      | 77                     | 62                     | 31                     | —                      | —                      | 51                     |                                                                                    |
| 2014                                                                                      | Futurology - Släppt: 7 juli 2014 - Skivbolag: Columbia                              | 2                      | —                      | —                      | 57                     | 35                     | 17                     | 33                     | 8                      | 36                     | 42                     | —                      | —                      | —                      | 51                     |                                                                                    |
| "—" betecknar en utgivning som inte gick in på listan eller som inte utgavs i det landet. |                                                                                     |                        |                        |                        |                        |                        |                        |                        |                        |                        |                        |                        |                        |                        |                        |                                                                                    |

### Samlingsalbum
| År                                                                                        | Albuminformation                                                                                      | Högsta listplaceringar | Högsta listplaceringar | Högsta listplaceringar | Högsta listplaceringar | Högsta listplaceringar | Högsta listplaceringar | Högsta listplaceringar | Högsta listplaceringar | Högsta listplaceringar | Högsta listplaceringar | Högsta listplaceringar | Högsta listplaceringar | Certifikat       |
| År                                                                                        | Albuminformation                                                                                      | UK                     | AUS                    | DEN                    | FIN                    | BEL                    | GER                    | IRL                    | JPN                    | NLD                    | NOR                    | SPN                    | SWE                    | Certifikat       |
| ----------------------------------------------------------------------------------------- | --- | ---------------------- | ---------------------- | ---------------------- | ---------------------- | ---------------------- | ---------------------- | ---------------------- | ---------------------- | ---------------------- | ---------------------- | ---------------------- | ---------------------- | ---------------- |
| 2002                                                                                      | Forever Delayed - Släppt: 28 oktober 2002 - Skivbolag: Epic                                           | 4                      | 83                     | 14                     | 7                      | 36                     | 65                     | 7                      | 68                     | 67                     | 32                     | —                      | 43                     | - UK: 2x Platina |
| 2003                                                                                      | Lipstick Traces (A Secret History of Manic Street Preachers) - Släppt: 14 juli 2003 - Skivbolag: Sony | 11                     | —                      | —                      | 28                     | —                      | —                      | 21                     | 243                    | —                      | —                      | —                      | —                      |                  |
| 2011                                                                                      | National Treasures – The Complete Singles - Släppt: 31 oktober 2011 - Skivbolag: Columbia             | 10                     | —                      | —                      | —                      | —                      | —                      | 30                     | 125                    | —                      | —                      | 70                     | —                      | - UK: Guld       |
| "—" betecknar en utgivning som inte gick in på listan eller som inte utgavs i det landet. | |                        |                        |                        |                        |                        |                        |                        |                        |                        |                        |                        |                        |                  |

## EP-skivor
| År                                                                                    | Albuminformation                                                                                    | Högsta listplaceringar | Högsta listplaceringar |
| År                                                                                    | Albuminformation                                                                                    | UK                     | JPN                    |
| ------------------------------------------------------------------------------------- | --------------------------------------------------------------------------------------------------- | ---------------------- | ---------------------- |
| 1990                                                                                  | New Art Riot E.P. - Släppt: 22 juni 1990 - Skivbolag: Damaged Goods                                 | 136                    | —                      |
| 1992                                                                                  | Stars and Stripes [A] - Släppt: 1992                                                                | —                      | 72                     |
| 1994                                                                                  | Life Becoming a Landslide E.P. - Släppt: 7 februari 1994 - Skivbolag: Epic                          | 36                     | —                      |
| 2001                                                                                  | Know Our B-Sides [A] - Släppt: 2001                                                                 | —                      | —                      |
| 2005                                                                                  | God Save the Manics - Släppt: 2005                                                                  | —                      | —                      |
| 2009                                                                                  | Journal for Plague Lovers Remixes (Remixes EP) - Släppt: 15 juni 2009 - Format: Digital nedladdning | —                      | 46                     |
| "—" betecknar en utgivning som inte listnoterades eller som inte utgavs i det landet. | |                        |                        |

- A ^ Släpptes endast i Japan.